# Eurhynchium laxirete
Eurhynchium laxirete är en bladmossart som beskrevs av Brotherus in Cardot 1912. Eurhynchium laxirete ingår i släktet sprötmossor, och familjen Brachytheciaceae. Inga underarter finns listade i Catalogue of Life.